# Bałamut
Bałamut – humorystyczny tygodnik wydawany po polsku w Petersburgu od 1830 do 1836 (lub 1832¹), początkowo pod nazwą "Bałamut Petersburski". 
W latach 1830–1831 redaktorem "Bałamuta Petersburskiego" był Adam Rogalski. Redaktorami byli Michał Konarski i Józef Sękowski. Józef Ignacy Kraszewski publikował w nim pod pseudonimem Kleofasa Fakunda Pasternaka. W formie i stylu "Bałamut" przypominał "Wiadomości Brukowe", których był kontynuacją.

...Przedmiotem Bałamuta będą [...] wady i śmiesznostki, naukowe i towarzyskie, rysy obyczajów, zdrożności i słabości, tak szczególniey naszego, jak i innych krajów...